# Phantassie House
Phantassie House ist ein Bauernhof in dem schottischen Weiler Phantassie in der Council Area East Lothian. 1971 wurde das Gebäude in die schottischen Denkmallisten in der höchsten Kategorie A aufgenommen. Des Weiteren bildet es zusammen mit verschiedenen Außengebäuden ein Denkmalensemble der Kategorie A. Der zugehörige Taubenturm ist eigenständig als Kategorie-A-Bauwerk klassifiziert.

## Geschichte
Phantassie House wurde Mitte des 18. Jahrhunderts erbaut. Die Gräfin von Aberdeen veräußerte das Anwesen im Jahre 1785 an George Rennie. Kurze Zeit darauf ließ dieser auf dem landwirtschaftlichen Anwesen einen Kalkofen errichten. Zu Beginn des 19. Jahrhunderts wurde das Gebäude umgestaltet und erweitert. George Rennies jüngerer Bruder, der bedeutende Bauingenieur John Rennie, absolvierte eine Lehre in der nahegelegenen Houston Mill. Ein Baluster, den Rennie für die Waterloo Bridge in London entwarf, ist auf dem Anwesen ausgestellt.

## Beschreibung
Phantassie House bildet das Zentrum des Weilers Phantassie. Es liegt abseits der A199 wenige hundert Meter östlich von East Linton. Seit der Erweiterung weist Phantassie House einen grob L-förmigen Grundriss auf. Die Fassaden des zweistöckigen Bauernhauses sind mit Harl verputzt. Die südexponierte Frontseite ist mit Rundbogenportal und dekorativem Kämpferfenster gestaltet. Entlang der Fassaden sind zwölfteilige Sprossenfenster eingelassen. Das Gebäude schließt mit schiefergedeckten Walmdächern. Im Inneren sind noch teilweise die ursprünglichen Holz- und Gipsarbeiten erhalten.

## Taubenturm

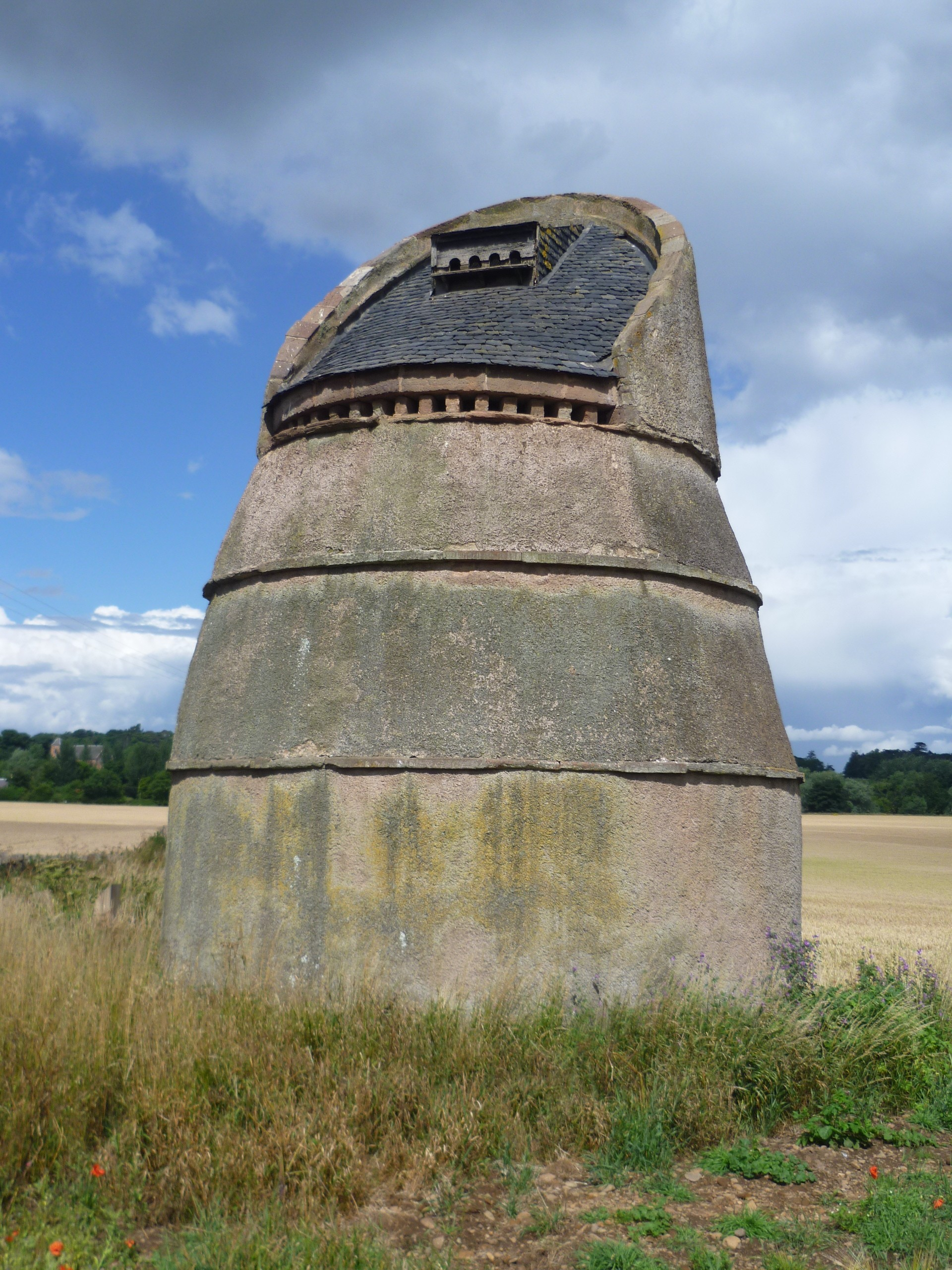
Taubenturm von Phantassie House

Der zugehörige Taubenturm befindet sich am Rand eines Feldweges rund 200 m nördlich des Bauernhofs. Das aus dem 18. Jahrhundert stammende Bauwerk ist ähnlich einer Bienenkorbhütte gestaltet. Der Bruchsteinbau weist einen Umfang von 17 m auf und ist mit Harl verputzt. Bemerkenswert ist das ungewöhnliche, eingesetzte Schieferdach an der Südseite. Darunter führen 16 Einflugöffnungen ins Turminnere. Dort sind 570 Nistkästen installiert. Eine Türe an der Nordseite bietet Zugang zum Inneren.